# Lomná
Lomná (Hongaars: Lomna) is een Slowaakse gemeente in de regio Žilina, en maakt deel uit van het district Námestovo.
Lomná telt 837 inwoners.